# 馬壯
馬壯（16世紀—17世紀），字汝吉，北直隸廣平府邯鄲縣人，明朝政治人物。

## 生平
馬壯以孝順友愛著稱，萬曆四年（1576年）中式丙子科順天鄉試舉人，授博興知縣，為政簡易、刑獄清空，人們視他為慈母。縣內有清河、烏河經常水漲為害人民，他就捐俸興建堤壩，因此水患平息，號為「馬公堤」。其後他因為冒犯上級辭官回鄉，領鄉飲三十多年後去世，年七十九歲，有《混塵集》流傳。

## 引用
1. 1 2  民國《邯鄲縣志·卷十·人物志上》：馬壯，字汝吉，以孝友稱。舉德行，領萬厯丙子鄉薦，除博興令，政簡刑清，民戴德之如慈母。境有清河烏河害甚劇，捐俸築堤，水患遂平，民德之號「馬公堤」；因與監司牴牾拂衣旋里，膺賓賢之典者三十餘年卒，年七十九，有《混塵集》行世。
2. ↑  光緖《重修廣平府志·卷五十·列傳五》：馬壯，字汝吉，邯鄲人。萬歷四年舉人，除博興令，政簡刑清，民戴之如慈母。境有清河烏河害甚劇，捐俸築隄，水患遂平，民德之號「馬公隄」。因與監司牴牾告歸，里居膺賓賢之典者三十餘年卒，年七十九。 《邯鄲志》